# Świt cywilny

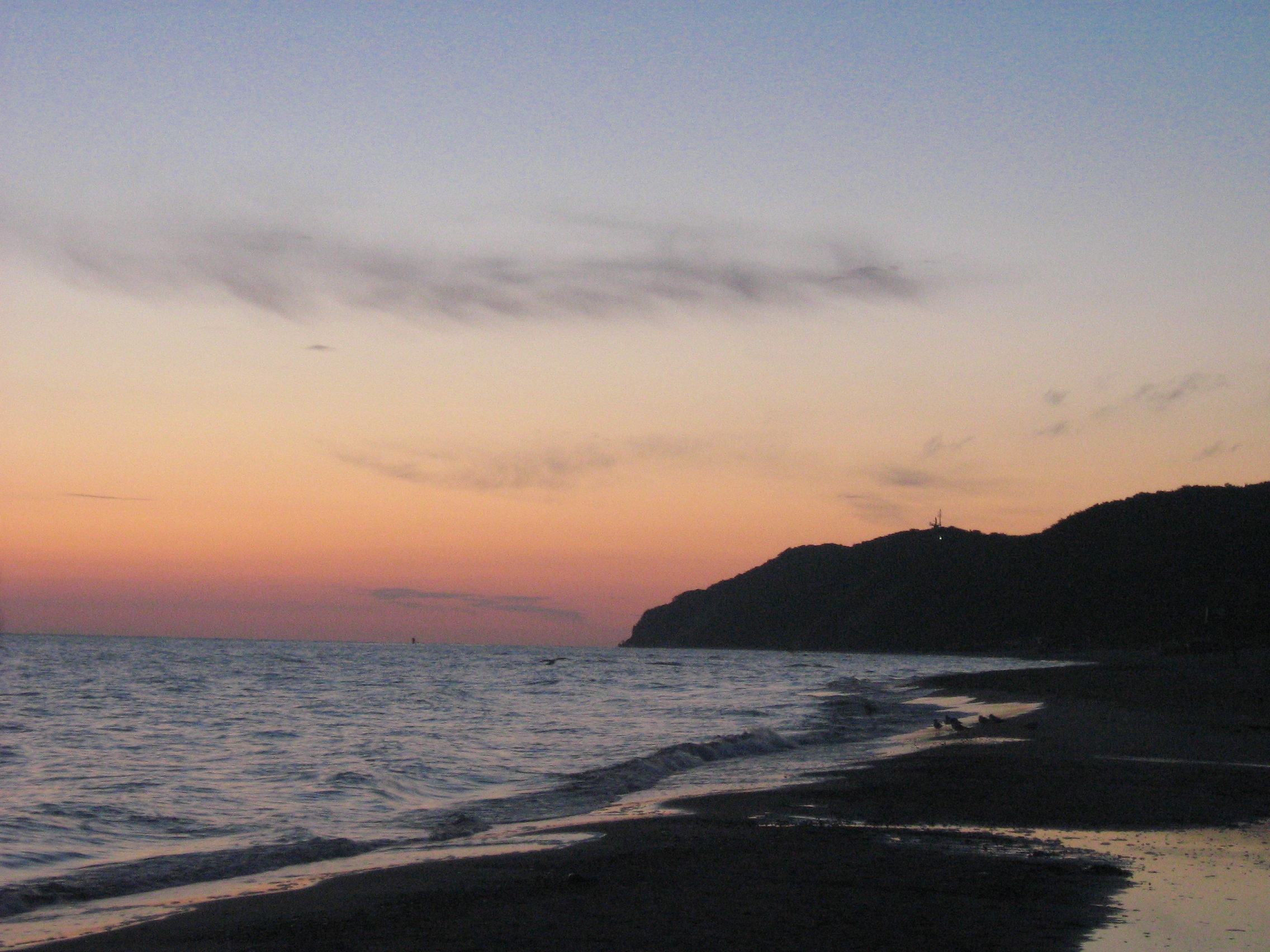
Świt cywilny nad Bałtykiem (Międzyzdroje)

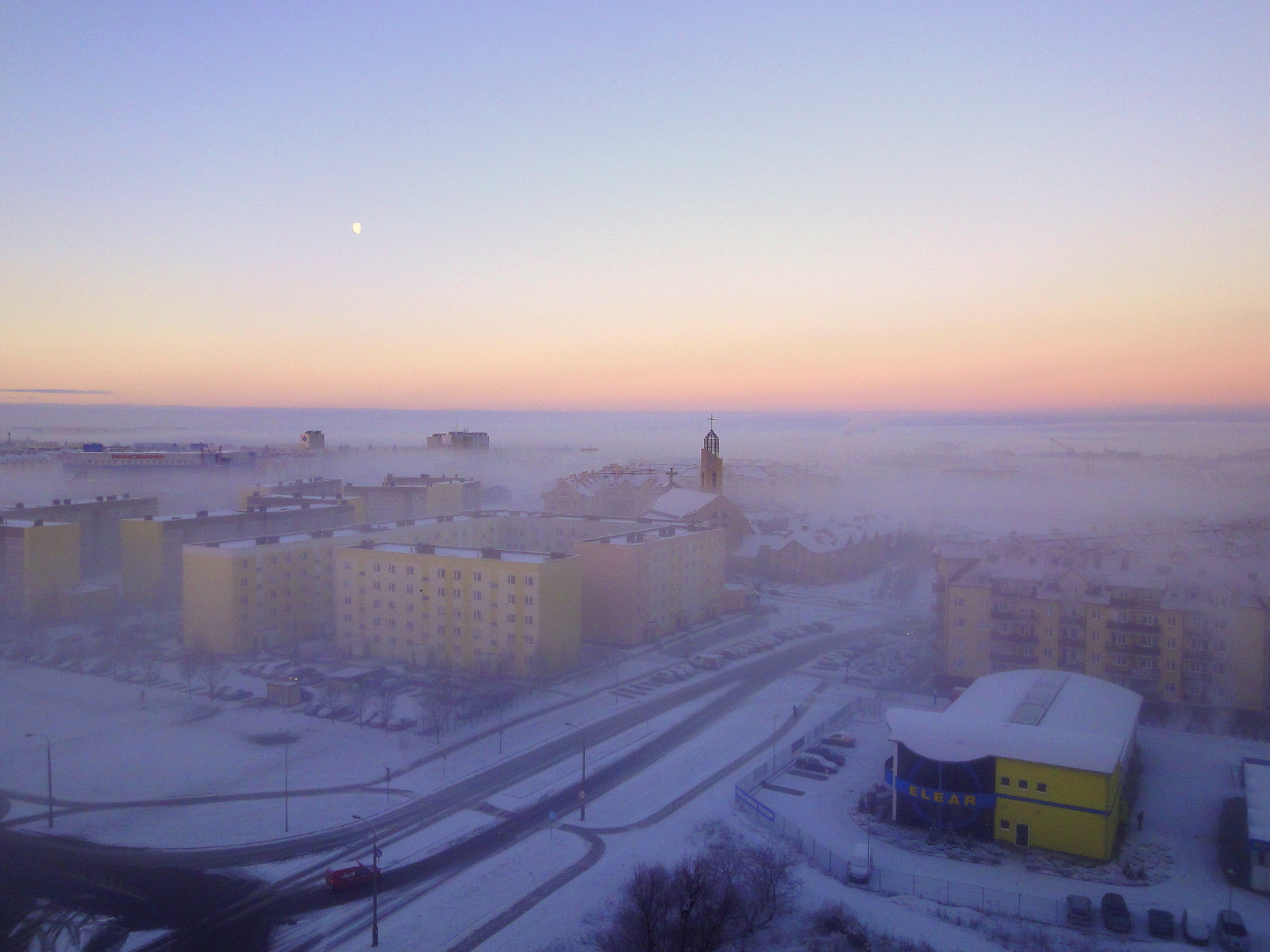
Świt cywilny na Górczynie w Gorzowie Wlkp.

Świt cywilny (także kalendarzowy) – czas przed wschodem Słońca, kiedy środek tarczy Słońca znajduje się już wyżej niż 6° poniżej linii horyzontu. Świt cywilny następuje po świcie żeglarskim.

## Przypisy

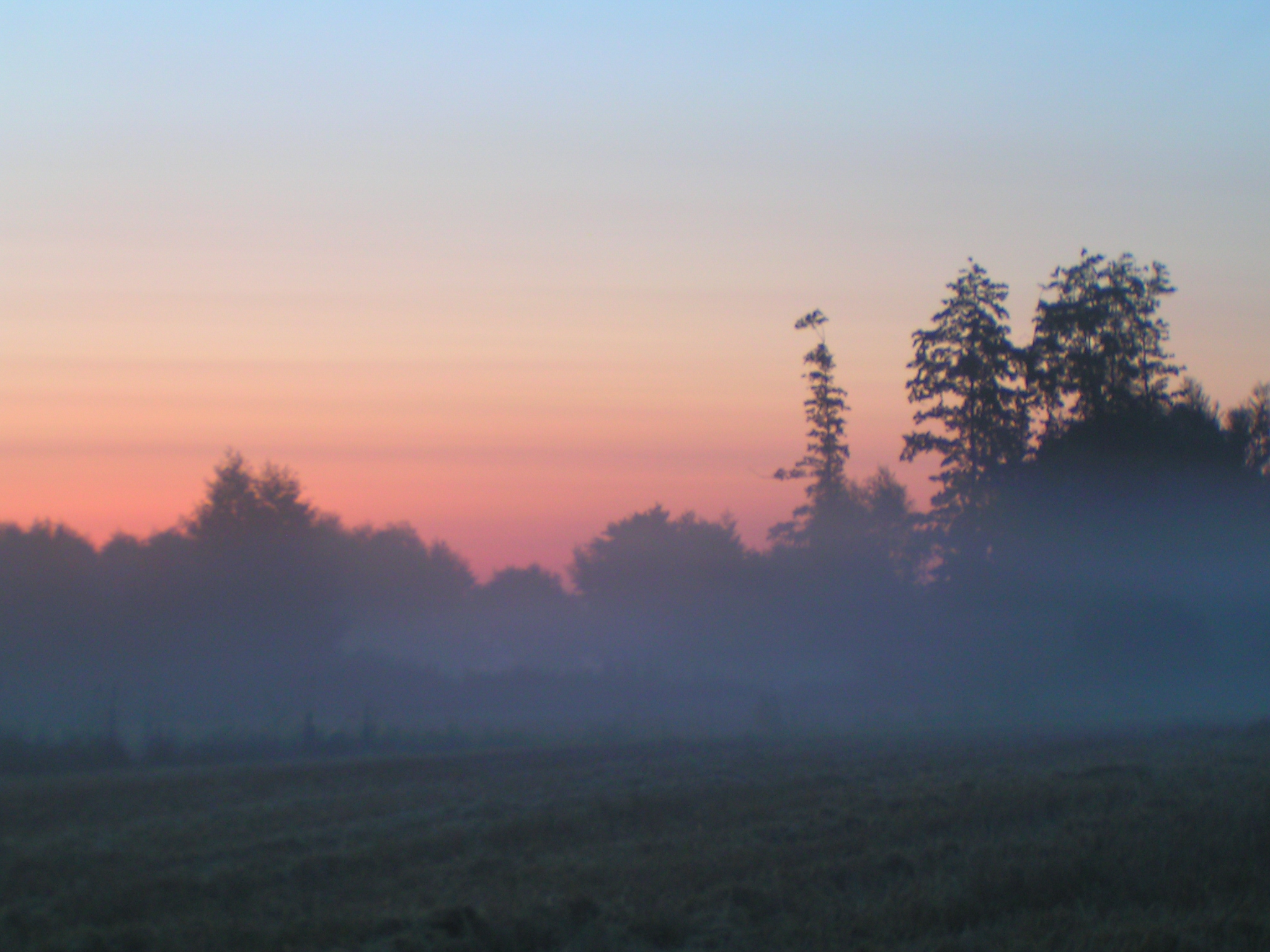
Świt cywilny w miejscowości Samocice, 8 sierpnia 2009